# لویی-لئون کوگوت

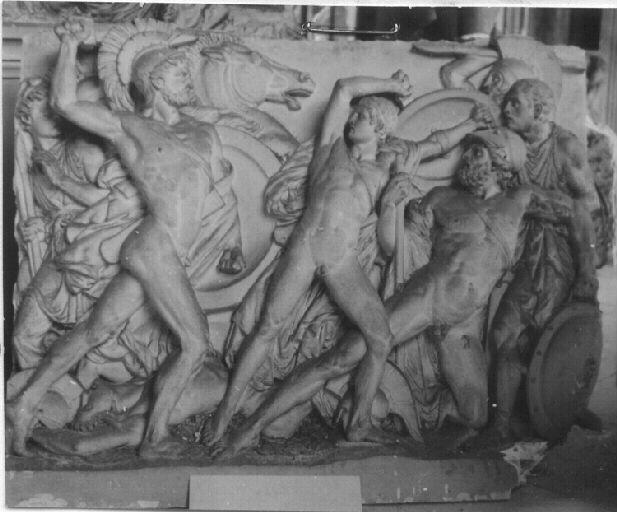
یکی از بنا های مجسمه‌سازی شده به‌دست لئون کوگوت

لویی-لئون کوگوت (انگلیسی: Louis-Léon Cugnot; ۱ ژانویهٔ ۱۸۳۵ – ۱ ژانویهٔ ۱۸۹۴) مجسمه‌ساز اهل فرانسه بود.
وی همچنین برندهٔ جوایزی همچون لژیون دونور (شوالیه) و جایزه بزرگ رم شده‌است.